# 文化演化
文化演化（英語：Cultural Evolution）是用生物演化的概念來描述人類（及其他動物）的文化和社會的歷史演變及地區差異。主要的概念是文化可以透過學習而傳播（類似基因遺傳），而且不同的文化在生存或傳播上會有所不同，這就造成有些文化特徵比其他文化特徵更廣泛存在於族群中。相較於「社會發展」或「文化進步」描述社會和文化的複雜度如何隨時間增長，文化演化不作此預設，將不改變複雜度以及簡化都包含在內。文化演化和演化生物學、經濟學、心理學、語言學、人類學以及組織理論都有重疊。
早在達爾文的演化論研究中就有探索人類文化的演變，自19世紀起，人類學家以此為基礎發展文化演化。最初的研究認為文化是建立在生物學基礎之上，所有的文化演變都是源自更底層的生物演化，但現在的主流看法是文化的演變來自社會、（非適應性的）演化以及生物學基礎。
文化演化由眾多不同的學科背景中建立了許多不同的概念框架，包括雙重遺傳理論、文化社會演化、模因學、文化選擇理論等等，這些方法對文化演化和生物演化之間的對應有不同的看法和假設，而發展出不同的研究方法，近年來這些不同框架逐漸合流。2017年，文化演化學會在德國耶拿創會並舉行了第一屆文化演化學術研討會。

## 主要內容
文化演化是一門跨領域的學科，有許多不同的子領域、核心觀念和研究方法。大體上來說，文化演化認為人類的文化演變是經由類似生物演化的機制推動。重要的概念有文化遺傳、系統發生樹、族群思考（population thinking）、文化突變（創新或探索）、水平轉移等等。然而究竟文化的演變和生物演化之間應如何對應、有哪些異同，仍有許多不同見解，這些見解也不一定互斥。
模因學和文化選擇理論的觀點是文化特徵會透過模仿而複製、複製的過程並非完美因此存在變異、變異之間因為適應度的差異以及其他隨機因子而改變頻率。不同文化之間為什麼有不同的適應度也有許多種假說，包括文化族群選擇認為比較有助於整個族群存活的文化會有比較高的適度，另一派觀點是每一個人的行為差異會影響這個人的存活率，模因學則更強調文化在人腦之間傳播的效率，而非它如何幫助個體存活。人類歷史上曾有過非常多個社會，有些估算高達一百萬個，在游獵採集的時代結束時可能有 10~30 萬個，但到21世紀初只剩下約兩百個，這提供了很大的空間讓文化族群選擇運作。模因學主要關注的是模因如何達成大量散播的「自私目標」。因為模因的「目標」，因此可能和基因的「目標」相衝突。這可以解釋有些對生物個體非常有害的行為，例如為了政治目標而自我犧牲。文化流行病學也持類似的觀點，將社會中的各種單位類比為在生物宿主中傳染的病原。
文化選擇理論主要延伸自模因學，也融合文化流行病學（social contagion theory）和演化知識論。有別於模因學認為文化演化的單位是個別離散的模因，文化選擇理論也使用連續的參數。一個例子是為什麼企業傾向變大。答案是規模經濟，大量產銷的效率、內部廣告、以及更多研發經費會自我增強。企業的大小是連續的參數，故不易用模因來描述，其立場是文化變遷的原理和生物演化類似，都源自變異、自我複製以及存活率或複製效率的差異。其中的理論除了包含達爾文的天擇演化，也包括許多來自其他學門的理論，包括拉馬克主義、政治、經濟、人類學、比較文學、語言學、演化心理學、社會學、地理學、社會生物學、古生物學等等。雙重遺傳理論進一步建立模型來描述基因和文化交互影響而造成的共演化。
文化吸引理論則否定文化是像基因一樣直接複製，強調人只能觀察到其他人的行為或行為的產物，然後腦中的想法受此觀察影響，可能重組出類似但不相同的想法。這個過程中，各種認知機制會造成觀察者腦中重組出的概念不同於原先行為者的概念。此理論著重在找尋認知機制中的文化吸引子。
演化知識論是指用生物演化的觀點來看待人類如何建立並累積知識，特別是科學理論。此理論認為知識經由某種選擇而演化，例如疾病細菌學說（germ theory of disease）根據週遭其他知識（包括證據）的不同而改變而可信度。這是一種自然主義的知識論論述，它強調知識建立過程中，天擇扮演的兩個角色：一是生物的天擇演化確保我們的感官和認知能力是可靠的，可以適應我們的周遭環境，二是知識本身經由試誤的過程中被選擇而演化。演化知識論的特點之一是認為科學理論的實用性並非只由實驗證明，還要經由社會和方法論的過程來選擇出最「適應」於回答某個科學問題的理論。從演化知識論的觀點，所有的理論都只是在某些條件下為真，而非絕對正確或錯誤，不管它通過了哪些實證檢驗；光是通過嚴謹的實驗並不足以證明一個理論可以在未來的實驗中存活。卡爾·波普爾以古典物理為例，指出牛頓物理通過了非常詳盡的試驗，但最後仍被愛因斯坦的理論擊敗。許多人認為卡爾·波普爾是第一個完整分析演化知識論的人，但唐納德·T·坎貝爾（Donald T. Campbell）在 1974 年就已經提出這個詞。

## 和其他學科的比較

### 社會文化進化論
社會文化進化論認為社會是朝單一方向進化，從落後變成進步、從簡單變成複雜。文化演化只描述現象而不作價值評斷，且認為文化演化沒有固定的目標，因此文化不分優劣，也沒有進步和落後的區別。

### 社會生物學、演化心理學和行為生態學
這三套理論強調人的基因適應度，不管是用存活率、配偶數量還是子代數量來計算。演化心理學認為人類的各種行為和心理機制主要源自基因演化的歷史，社會生物學進一步主張人類社會的各種特徵主要就是這些行為和心理機制組合起來結果。在先天與後天的爭辯上，社會生物學認為文化可遺傳，或者視為性狀可塑性（phenotypic plasticity）的一種，但都是主張人類的文化大多可以視為每個人試圖提高整體適應度的結果。演化心理學認為人的認知模組是遺傳而來，但是是適應古代環境，所以在現代社會不一定會提高適應度。
文化演化則強調文化特徵的適應度，認為只要文化特徵的適應度高，就算它造成基因適應度低也可能傳播。

### 現代主流人類學和社會學
人類學和社會學傾向認為人類是天生的社會動物，但人類的各種社會行為的差異並非源自基因遺傳，也不見得是適應特定的自然環境，更常是因為社會整體的各種結構、制度、人們的目標等等，而朝不同的方向發展。

### 經濟學
經濟學在解釋人類行為時，著重在效益的最大化，認為人是經濟理性的，人類在分析效益後選擇最佳行為。文化演化則強調文化特徵的適應度，人只是文化的載體，而且選擇不一定是理性的。

## 重要研究主題
- 文化特徵的傳播是像基因一樣直接複製，還是觀察別人的行為後重新在腦中組成？
- 文化的最小單位為何？是顆粒性的迷因還是連續、可混合的特徵？
- 社會規範如何形成？親屬關係、家庭結構、工作倫理、資源分配、取食、生育等制度受哪些因素影響？
- 小型社會在哪些條件下可以發展成大型社會，出現複雜的社會階級、合作和分工？
- 文化差異是因為適應不同的環境、還是從不同來源的水平傳播、或是地理隔離和隨機漂變？
- 先天的認知偏誤對文化演化有多大的影響？
- 人類的文化演化和其他動物（如烏鴉、猩猩、鯨豚）的文化演化有何異同？
- 錯誤訊息和假新聞為什麼得以散播？
- 宗教為何會在世界各地的文化中一而再地出現？
- 語言學用系統發生樹來描述語言之間的關係，也是一種文化演化的應用。

## 研究工具
- 跨文化比較、民族誌
- 考古和博物館文物的分析比較
- 實驗心理學和實驗經濟學
- 系統發生樹
- 族群遺傳學
- 大數據分析、文字探勘
- 複雜系統和社會網路分析
- 個體為本模擬

## 歷史

### 背景
用生物演化的概念來理解文化變異可以追溯到19世記下葉。1871年，達爾文出版《人類的由來》，用生物演化的角度來探究人類的社會文化。他主張風俗和「遺傳的習慣」都是源自人類天生具備的學習語言的能力，並對人類的演化有貢獻。同一時期，孔德和史賓賽，提出社會文化進化論，將社會看作一個個生物體，會成長、隨時間增加複雜度、產生秩序性、專精化，並從演化生物中引進變異、天擇、遺傳等概念來解釋社會的進步。
史賓賽的理論在十九世記一度成為人類學和社會評論的主流思想，然而社會文化進化論在 19 世紀末至 20 世紀初遭到廣泛的批評。該學說認為美國和西歐文化才算是「文明」、比其他文化更進步，許多人認為這是種族主義，是用西歐文明以及物質文明的觀點在評斷其他文化。德國人類學家法蘭茲·鮑亞士推動文化顆粒主義（Cultural particularism）。在文化顆粒主義認為不同文化是完全獨立的整體，只能被單獨研究，不能互相比較。鮑亞士和他的門生，包括阿爾弗雷德·路易斯·克魯伯、露絲·潘乃德、以及瑪格麗特·米德將人類學的研究重心放在收集個別文化的歷史演變和發展的方式和證據，而不是試圖尋找通則。經過詳細的民族誌及實證調查，他們指出史賓賽、泰勒和摩爾根等人的觀點大多只是臆測，尤其是階段論。他們指出所謂的原始社會和其他當代社會都有一樣長的歷史，一樣的進步程度，否定原始和進步的區分。除此之外，單線學說假設每個文化都是單獨發展的，但事實上許多文化特徵會在不同社會間傳播，而且這些傳播是推動文化改變的動要因素。
同時期的生物學界再次發現了孟德爾的研究，造成天擇演化的學術地位暫時被突變論取代。因為這些影響，在 20 世紀前半葉，社會科學界排斥使用演化的概念或類比來解釋人類文明，文化顆粒主義佔據了人類學和社會學界，認為各種試圖套用到全人類的通則以及受演化論影響的觀點都不科學，光是說出「演化」一詞就可能嚴重影響學術聲望。

### 美國人類學
社會文化進化論在美國繼續發展為新演化主義，雖然去除了「進步」和「落後」的觀點、並接受社會可能在不同環境下用不同的方式適應環境，但仍認為演化有固定的方向。
現代意義的文化演化是由唐納德·T·坎貝爾（Donald T Campbell）奠基。他在 1960 年指出賴特的生物演化概念可以文化的演變作類比，創意可以經由「無目標的變異加上選擇性的保留」而演化。之後他在 1965 年發展成完整的學說。在他心目中，文化演化並不是奠基自生物演化的類比，而是源自更基本的一套「類目的論」（quasi-teleological）機制，生物演化和文化演化都只是其中的特例。
同時期另一個值得一提的是人類學家 F·T·克羅克（F. T. Cloak），他區分物質文化（m-culture，例如各種科技）和習得的文化指令（i-culture，腦中的指令），兩者互相影響，並且也受外在環境施加的天擇壓力而改變 。文化演化是否需要神經指令的爭論由此開始，持續至今。

### 法國人類學
1980年代，李維史陀的門生丹·史波柏（Dan Sperber）認為結構主義缺乏實證，於是將認知心理學帶入社會學，發展出「文化吸引理論」（Cultural Attraction Theory，這裡「吸引」是指動態系統中的吸引子）。文化吸引理論專注於研究大腦中的想法怎麼轉變成行為，觀察到行為的人們又是如何在腦中重組出類似的想法，並認為是每次重組過程中的小變化逐漸累積造成文化改變。文化吸引理論的研究因此更專注於找尋心理學以及社會結構中，哪些因素會影響人們如調整或強化既有的想法、或是得到新的想法。
在2010年代，文化吸引理論和雙重遺傳理論被視為文化演化的兩大學派，又被稱為巴黎學派和加州學派。

### 演化生物學的發展
1936~1947年間，休厄爾·賴特等人透過現代演化綜論在生物學界復興了達爾文的理論，將孟德爾的遺傳學研究和天擇結合，使演化生物學成正式的學門。之後又在1960年代並建立了中性演化理論，不再只以物競天擇作為解釋現象的工具，同時也包括天擇、漂變、突變、水平傳播等等。之後演化生物學界中的一部份研究者也試圖將演化生物學應用到人類的社會行為。最具體並廣泛應用這些模型的領域是語言學，用系統生物學的模型來重建語言發展歷史。
艾德華·威爾森在 1975 年的著作《社會生物學:新綜合》中提出社會生物學，主要研究動物行為學中的利他行為、侵略性、育幼等等，並將人類的社會行為視為其中一個特例。社會生物學認為大多數的人類的行為都由基因控制，然而這與實證資料不符，因而招致不少批評，包括理查德·李文丁（Richard Lewontin）和史蒂芬·古爾德都嚴厲批評此學門。除了社會生物學，生物學家也透過人類行為生態學和演化心理學來解釋人類行為，前者將行為生態學的概念套用至人類，認為人們的行為都是有利於生存或生殖，後者則專注於人類的認知過程如何有助於適應古代環境。然而這兩套研究方式仍傾向認為行為的背後有遺傳學基礎。
道金斯於 1976 年出版的《自私的基因》中提出了模因作為基因的對應，讓演化論可以套用到後天習得的行為。模因是可以自我複製的想法，透過人類的學習和模仿能力而在不同人們的意識之間傳播。模因學最主要的貢獻是試圖定義文化的單位，然而因為道金斯的理論停留在單純的假說，沒有提供操作定義或量化模型，加上染色體和基因無法直接對應到文化遺傳中的任何實體，模因學的發展非常有限，至21世記基本上已然沒落，最主要的影響或許是創造了網路模因一詞。
文化演化主要在 1980 年代的美國加州發展成形，稱為雙重遺傳理論（dual inheritance theory）或基因-文化共演化 。此理論用現代的演化生物學模型來描述文化的傳播和演化，奠基者是羅柏特·伯依德、彼得·瑞查森、路易吉·路卡·卡瓦利-斯福扎、以及馬庫斯·費爾德曼。他們將族群遺傳學以及流行病學中的數學模型套用到文化上，替文化演化的量化研究打下基礎。這些模型也不只侷限在描述人類，還可以套用到其他有社會學習能力的動物，例如鳥類、鯨豚、以及人類以外的其他靈長類。雙重遺傳理論認為人類的演化過程中有兩條獨立的遺傳路徑：基因遺傳和文化傳播，兩者都受到演化的影響，同時也對彼此施加天擇壓力，造成共演化。這種觀點讓文化演化不再在先天與後天的爭議上選邊站，而是將所有的行為和文化都視為先天和後天的交互作用的產物。

## 學術組織和期刊

### 重要期刊
- 《演化與人類行爲》（Evolution and Human Behavior）
- 《自然：人類行為》（Nature Human Behaviour）
- 《演化人類科學》（Evolutionary Human Sciences）
- 《演化經濟學期刊》（Journal of Evolutionary Economics）
- 《歷史動力學》（Cliodynamics）

### 組織
- 文化演化學會（Cultural Evolution Society, CES），成立於2017年，每兩年舉辦一次會議。
- 人類行為與演化學會（Human Behavior and Evolution Society, HBES），每年舉辦一次會議，《演化與人類行爲》是其官方期刊。
- 歐洲人類行為和演化協會（European Human Behavior and Evolution Association, EHBEA），前身為2006年起的一群歐洲研究者的合作，正式成立於2008年，每年舉辦一次會議，相關的期刊為《演化人類科學》。
- 約翰·坦伯頓基金會（英语：John Templeton Foundation）：公益組織，資助研究科學和宗教的交集、人類社會發展、倫理、創意等主題。
- 演化研究院（英语：Evolution Institute）：非營利機構，致力於用文化演化的角度解決社會問題。

### 重要研究單位
- 德國馬克斯·普朗克學會在萊比錫的演化人類學研究所、在耶拿的人類歷史科學研究所、在康士坦茲的動物行為學研究所
- 法國國家科學研究中心在圖盧茲的演化和生物多樣性實驗室、巴黎的冉尼科德研究所
- 瑞典斯德哥爾摩大學文化演化研究中心
- 英國聖安德魯斯大學社會學習與認知演化研究中心、倫敦大學學院人類學系、艾希特大學人類行為和文化演化研究組、杜倫大學文化演化中心
- 美國聖塔菲研究所、亞利桑那州立大學人類演化和社會變遷學院、哈佛大學人類學系、史丹佛大學生物系

## 批評和爭議
文化演化的發展史很大受到先天與後天的爭論影響。目前作為一門科學領域，有許多基礎爭論尚在進行中，包括普適達爾文主義（Universal Darwinism）、雙重遺傳理論、以及文化遺傳機制。

### 種族主義
因為文化演化常被和社會文化進化論搞混，而後者使用了單線學說、以歐洲文明為中心，文化演化有時被批評為社會達爾文主義或種族主義。雖然文化演化其實並不作前述宣稱，然而它仍以宏觀的尺度找尋文明發展的通則，因此有些人仍認為它有種族主義的色彩，或忽視了每個人的獨特性。

### 化約論
有批評認為文化演化是用在個體層次的生物學現象來解釋發生在整個群體的社會學現象，是一種見樹不見林的化約論。

### 缺少證據
文化演化的證據目前仍比較有限，因此遭受批評，批評的出發點包括拉馬克主義、基因和性狀的劃分、文化的單位、和環境的互動。或許就是因為證據的不足，關於文化特徵和生物特徵該如何類比有許多不同的觀點，包括把文化特徵類比為性狀、基因、或病毒，這些不同的類比有時會被搞混而造成錯誤。許多文化演化研究者沒有現場觀察他們試圖描述的文化，而只是分析先前的探險家和傳教士的資料，被批評為「空談人類學」（armchair anthropology）。